# Retevirgula caribbea
Retevirgula caribbea is een mosdiertjessoort uit de familie van de Ellisinidae. De wetenschappelijke naam van de soort is voor het eerst geldig gepubliceerd in 1947 door Osburn.